# Microlepidieae
Microlepidieae, tribus krstašica sa 17 rodova iz Australije i Novog Zelanda.

## Rodovi
1. Microlepidium F. Muell. (2 spp.)
2. Carinavalva Ising (1 sp.)
3. Blennodia R. Br. (2 spp.)
4. Ballantinia Hook. fil. ex E. A. Shaw (1 sp.)
5. Arabidella (F. Muell.) O. E. Schulz (6 spp.)
6. Lemphoria O. E. Schulz (4 spp.)
7. Hutchinsia auct. (1 sp.)
8. Phlegmatospermum O. E. Schulz (4 spp.)
9. Menkea Lehm. (6 spp.)
10. Drabastrum (F. Muell.) O. E. Schulz (1 sp.)
11. Geococcus J. L. Drumm. ex Harv. (1 sp.)
12. Scambopus O. E. Schulz (1 sp.)
13. Harmsiodoxa O. E. Schulz (3 spp.)
14. Pachymitus O. E. Schulz (1 sp.)
15. Irenepharsus Hewson (3 spp.)
16. Pachycladon Hook. fil. (11 spp.)
17. Stenopetalum W. T. Aiton ex DC. (11 spp.)